# Casa solariega Skylands y jardín botánico del Estado
La Casa solariega Skylands y jardín botánico del Estado (en inglés: Skylands Manor & State Botanical Garden) es una finca solariega de 1,119 acres (4.5 km²), que alberga a una mansión arboreto y un jardín botánico de 96 acres (390,000 m²).
Se encuentra en el "Ringwood State Park" en la ecorregión de "Northeastern coastal forests". en las Ramapo Mountains en el Passaic County, en Ringwood, Nueva Jersey, Estados Unidos. 

## Historia
La casa y los jardines, incluyen jardines y plantaciones de exhibición, se construyeron en la década de 1920 por Clarence MacKenzie Lewis, un corredor de bolsa de Nueva York e ingeniero civil. Lewis contrató al arquitecto John Russell Pope para diseñar la casa solariega con 44 habitaciones en estilo Tudor Revival. Otros trabajos de Mr. Pope incluyen los National Archives y la National Gallery of Art. La mansión es una reproducción de una mansión inglesa con planta rectangular, con estructuras adosadas y miradores. Esta propiedad tuvo en tiempos un campo de golf de nueve hoyos.
Lewis plantó gran parte de este jardín entre 1927 y 1928, pero el roble rojo en frente de la ventana de la biblioteca de la mansión con vistas al "Winter Garden" (jardín de invierno) se remonta a la década de 1890. En ese momento estaba rodeado de un campo de golf de Stetson de nueve hoyos. El "Winter Garden" del Sr. Lewis es un conjunto de formas, texturas y colores para estimular los sentidos en invierno. Se observan los tonos dorados, azules y rojos, entre los muchos árboles de hoja perenne. El pino paraguas japonés ( Sciadopitys verticillata) es una de las coníferas más características y  singulares en  Skylands, y fue plantado por Stetson en algún momento entre 1891 y 1920.
En 1966 toda la finca fue adquirida por el Estado de Nueva Jersey para formar un jardín botánico del Estado cuya configuración incluye una serie de jardines temáticos, y una alameda  de 166 árboles que se extiende casi un kilómetro. Toda la sección comprende ahora un poco más de 4,000 acres (16 km²) de parque.

## Colecciones del jardín botánico
- Winter Garden (Jardín de invierno) incluye el mayor ejemplar de pino de Jeffery (Pinus jeffreyi) del Estado de Nueva Jersey. Su lado oriental cuenta con un  haya llorona, al lado de un haya vertical centenaria, así como un pino paraguas japonés ( Sciadopitys verticillata). Otros árboles no nativos interesantes incluyen a  un abeto de Argelia (Abies numidica) y el cedro del Atlas (Cedrus atlantica).
- Summer Garden (Jardín de verano) Este pequeño y encantador jardín era originalmente el sitio de una rosaleda. El estancamiento del aire causado por los setos de tejo hizo difícil su mantenimiento, y las rosas fueron reemplazadas por los lirios de un día. Debido a que son resistentes a las enfermedades, los lirios de un día necesitan menos cuidado y ponen un colorido espectáculo durante los meses de verano, así como los narcisos en la primavera.
- Octagonal Garden (Jardín Octogonal), la rocalla rodea la piscina octogonal fue diseñado para que realzara a las pequeñas plantas cultivadas a su alrededor. Hay numerosas plantas enanas presentadas. Entre ellas se encuentran Sedum gypsicolum, un árbol rastrero de hoja perenne procedente de España, el Friogonum flavum de flores amarillas de las montañas del oeste de Estados Unidos, y el acónito ( Aconitum Anthora) Procedente de los Pirineos. Los tejos originales han crecido fuera de proporción, pero dos abetos de Alberta, también originales, siguen siendo buenos ejemplares debido a su lento crecimiento. En el lado este del patio es el árbol tún Chino (Toona sinensis), que, a causa de su corteza interesante, corona abierta y flores blancas de gran tamaño, resalta en la  plantación de arbustos.
- Annual Garden (Jardín de plantas anuales), al igual que en todos los jardines de Skylands, el diseño de este jardín no se ha modificado desde el diseño original. Es el único jardín de Skylands en el que las principales plantaciones son anuales. Las plantas cultivadas del jardín cambian no sólo a lo largo de las estaciones, sino también de año en año. Hay cuatro pequeñas estatuas en las esquinas que representan las cuatro estaciones del año y los cervatillos que anclan los óvalos. Algunos de los bancos de aquí y en otras partes del jardín fueron donados por la Asociación NJBG/Skylands.
- Perennial Border (Bordura de plantas perennes), los voluntarios del NJBG han restaurado esta área según el diseño original del Sr. Lewis. Aquí se puede ver una colorida exhibición floral que cambia con las estaciones. Este jardín requiere de un cultivo intensivo.
- Crab Apple Allée (Paseo de los manzanos silvestres), este es uno de los mayores atractivos del jardín botánico a principios de mayo, con una profusión de flores de color rosa se extiende a media milla de la suave pendiente hasta la casa de campo. En el extremo sur de la Alameda se encuentran los castaños, y al este se encuentra el estanque de cisne y el Prado, un campo para las plantas amantes de la humedad, como iris, así como diversas  variedades de sauces. Las partes más altas de la pradera contienen nogales. La Alameda marca el límite entre jardines al oeste, cerca de la casa de campo, y los jardines informales y el jardín de las flores silvestres al este, al pie del Monte Defiance aquí en las montañas Ramapo.
- Hosta/Rhododendron Garden (Jardín de las Hostas y los Rododendron) el jardín de los Rododendron está cercado, conteniendo además  una gran colección de hostas. Estos varían en tamaño desde miniaturas a gigantes y hojas de varios tonos de azul, verde y follaje de color amarillo-oro, junto con variegaciones blanco y oro.
- Moraine Garden (Jardín de las morrenas), Nueva Jersey alberga numerosas  morrenas, los depósitos de roca dejados por el derretimiento de glaciares en el final de la última Edad de Hielo. El Sr. Lewis creó este jardín cultivando en su mayoría plantas alpinas de adaptación al terreno que crecen en las laderas rocosas con agua que se filtra por debajo. Así brezos, sedum, gencianas, coníferas enanas, y muchas plantas rastreras de porte bajo. Alrededor de ellos es una espléndida colección de rododendros y azaleas maduras. Este jardín está en su mejor momento a finales de mayo y junio.
- Wildflower Garden (Jardín de las flores silvestres), senderos con maderas expuestos al viento, dando paso a puentes de piedra y un estanque pantano rana amigable hacen de esta parte del jardín de una de las favoritas para los jóvenes. Flores silvestres y helechos se encuentran por todas partes, con una hermosa pantalla de Primulas japonesas a finales de primavera.
- Lilac Garden (Jardín de las lilas), en el Jardín del Este, inmediatamente adyacente a las terrazas, hay una extensa colección de lilas, que contiene más de un centenar de variedades. Este jardín está en su mejor momento en la mitad de mayo, aunque algunas especies continuarán su floración en junio. El nombre genérico de las lilas es Syringa, se deriva de la palabra griega siringe para "pipa", en referencia a los turriones huecos. Las lilas pertenecen a la familia de las olivas Oleaceae y, por lo tanto, están relacionados con el aligustre. Son nativas de Europa y el Asia templada, donde crecen como arbustos grandes o pequeños árboles. Presumiblemente, algunas lilas son anteriores a la llegada de Lewis a Skylands. Lilas han sido arbustos muy populares desde la época colonial, debido a su facilidad de cultivo y sus fragantes flores de primavera. Una de las primeras variedades que se registran en los libros de registro de las plantas del Sr. Lewis es Syringa x persica, que adquirió en 1923. En 1928, el árbol de lila japonesa (Syringa reticulata), y la lila de China (Syringa x chinensis) fueron adquiridas junto con los híbridos franceses "Edouard Andre´" y "Mme. Abel Chatenay."
- Peony Garden (Jardín de las peonias), el Banco de memoria en el jardín de las Peonias está rodeado por abetos canadienses (Tsuga canadensis). Cenizas de la familia iban a ser colocadas en pequeñas bóvedas en cada lado de la bancada, pero nunca lo fueron. Los vándalos han robado las placas de bronce que cubrían las bóvedas. Las peonías de árbol aquí son nativas del oeste de China. A diferencia de peonías comúnmente conocidas, son arbustos, con tallos leñosos (en China, llamado el Rey de las flores). En la parte de atrás hay arbustos de hoja caduca que incluyen Weigela, celindos, Kolkwitzia y Deutzia, which were popular in Victorian times.
- Azalea Garden (Jardín de las azaleas), macizos de azaleas y rododendros en ambos lados de la piscina que refleja la floración en todos los tonos imaginables. Los híbridos son el blanco "Boule de Neige" (francés para bola de nieve), "Pink Twins" y el rojo vivo "Nova Zembla". El arce japonés (Acer palmatum 'dissectum') en la cabecera de la piscina y el globoso Sourwood (Oxydendron arboreum 'globosum') son particularmente sorprendentes en su follaje otoñal carmesí. Al lado del arce es una montaña madura campana de plata del árbol (Halesia monticola). En la primavera, busque el Cornus de Doble Floración (Cornus florida 'pluribracta').
- Magnolia Walk (Sendero de las Magnolias), las magnolias bahía dulces en el  Paseo Magnolia son inusuales debido a su número y tamaño en una localización tan al norte (pues  son una especie del sur). El Sr. Lewis plantó cerca de la casa para que su dulce fragancia se oliera en las ventanas de la casa en junio. Teniendo en cuenta los muchos arbustos poco comunes en cada lado, como viburnum perfumados, madreselvas y Mahonias olorosas. Al este de l paseo se encuentra un Acer saccharum monumentale. Y hacia el oeste es un árbol de café Kentucky. Su corteza y ramas muy gruesas son adiciones interesantes al paisaje invernal. También en este caso son el árbol de pagoda japonesa (Sophora japonica), que florece en agosto, y el árbol de la lluvia de oro (Koelreuteria paniculata apiculata).

## Galería

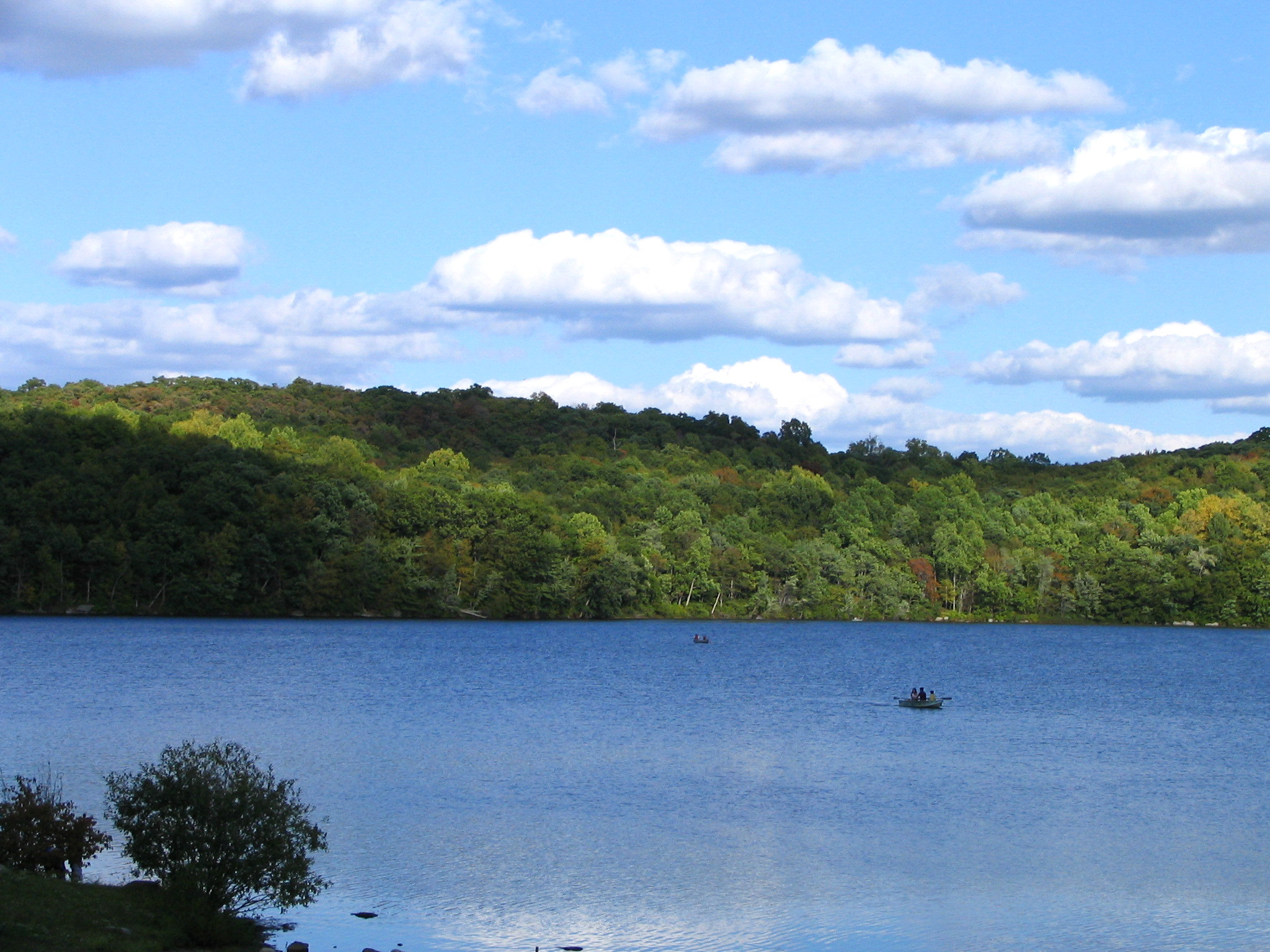
Área de ocio del lago Sheperd.
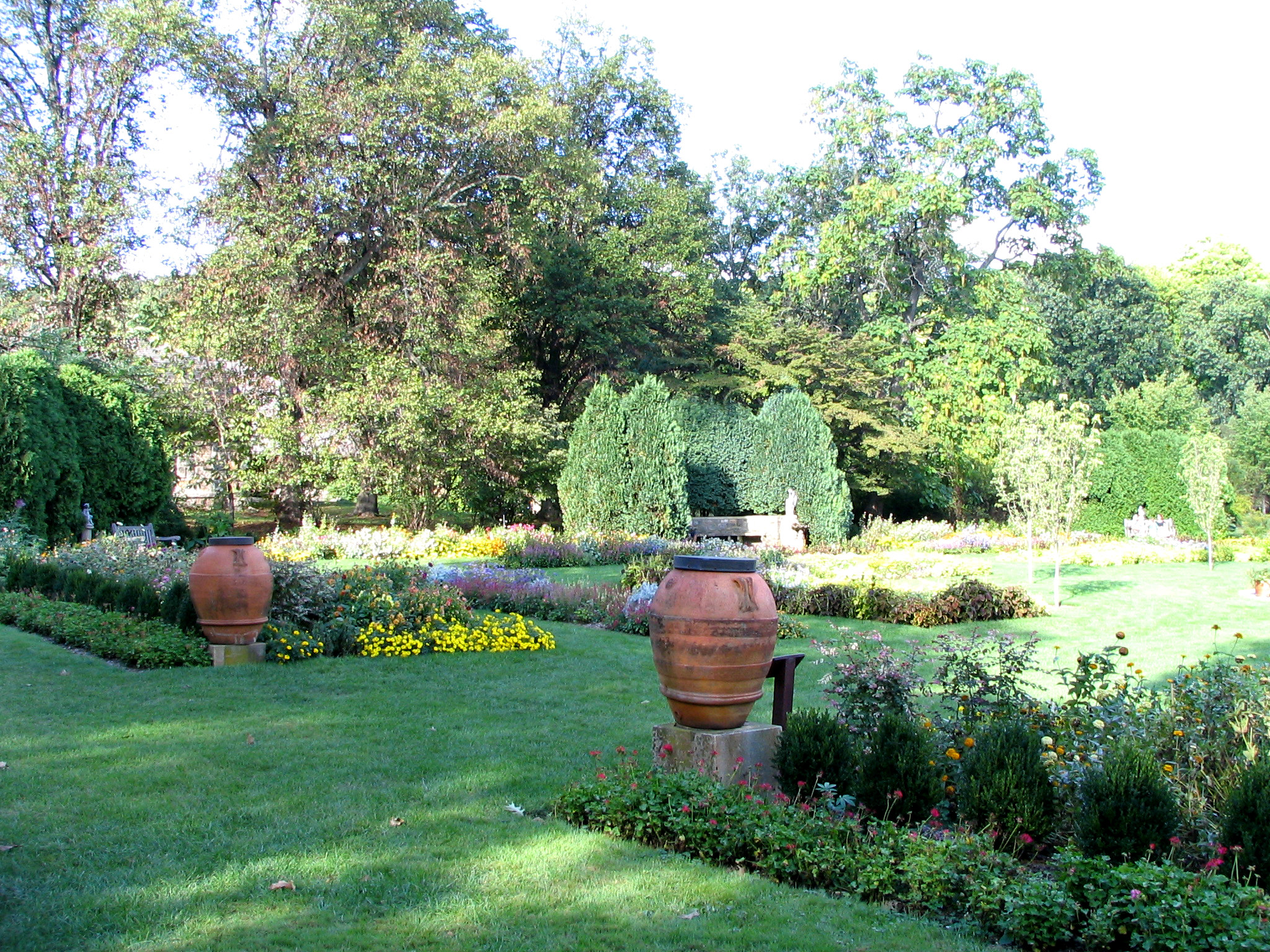
Vista del jardín botánico.